# 15620 Beltrami
15620 Beltrami è un asteroide della fascia principale. Scoperto nel 2000, presenta un'orbita caratterizzata da un semiasse maggiore pari a 2,4243820 UA e da un'eccentricità di 0,1494353, inclinata di 1,57202° rispetto all'eclittica.